# Grant Kenny
Grant Kenny (Maryborough, Queensland, 14 de junho de 1963) é um ex-canoísta australiano especialista em provas de velocidade.

## Carreira
Foi vencedor da medalha de bronze em K-2 1000 m em Los Angeles 1984, junto com o seu colega de equipa Barry Kelly.